# ناوگان بالتیک
ناوگان بالتیک (روسی: Балтийский флот) ناوگان نیروی دریایی روسیه در دریای بالتیک می‌باشد. ناوگان بالتیک قدیمی‌ترین ناوگان نیروی دریایی روسیه است که در ۱۸ مه ۱۷۰۳ تحت سلطه تزار پتر کبیر به عنوان بخشی از نیروی دریایی سلطنتی روسیه تأسیس شد.